# Recsk
Recsk là một làng thuộc hạt Heves, Hungary. Làng này có diện tích 45,37 km², dân số năm 2010 là 2729 người, mật độ 60 người/km².